# Production Tax Credit
Production Tax Credit (PTC) ist ein US-amerikanisches Fördermodell zum Ausbau der erneuerbaren Energien, das auf Steuergutschriften basiert. Diese betragen derzeit (2013) 2,2 US-Cent/kWh für Windkraftanlagen, Geothermiekraftwerke und Biomassekraftwerke und 1,1 US-Cent/kWh für weitere Technologien. Die Förderung wird in der Regel über 10 Jahre gewährt.

## Geschichte
Eingeführt wurde der PTC 1992; seitdem wurde er mehrfach verlängert und novelliert, zuletzt Ende Dezember 2012 im Rahmen der Verhandlungen um die Fiskalklippe. Als Berechnungsgrundlage dienten ursprünglich 1,5 US-Cent, durch Inflationsanpassungen stieg der Betrag mittlerweile auf 2,2 US-Cent.
Der PTC lief nach einer Blockade durch die Republikanische Partei am 31. Dezember 2013 aus, wurde später jedoch wieder verlängert. Unter die Regelung fielen jedoch noch alle Anlagen, die sich bis zum Stichtag in Bau befanden, was eine Neuerung verglichen mit früheren Versionen darstellt. Bis 2012 mussten Anlagen am Stichtag bereits Strom produzieren, um in den Genuss der Förderung zu kommen. Über eine Verlängerung wird verhandelt, bisher ist jedoch durch die Blockade der Republikanischen Partei kein Ergebnis erzielt worden. Ende 2015 wurde der PTC bis 2019 verlängert und soll danach auslaufen.[veraltet]

## Wirksamkeit und Probleme
Ein großes Problem des PTCs ist die fehlende Planungssicherheit, da der PTC üblicherweise nur kurze Zeit (oft 2 Jahre) verlängert wird und während seiner Geschichte mehrfach auslief oder kurzfristig verlängert wurde. Daraus resultiert große Unsicherheit seitens der Wirtschaft, zudem kommt es je nach aktuellen legislativen Entscheidungen zu starken Sprüngen bzw. drastischen Einbrüchen im Zubau. Darüber hinaus haben wirtschaftliche Krisen, während derer finanzielle Mittel knapp sind, negative Einflüsse auf die Verlängerung fiskalischer Unterstützungen wie dem PTC, was zusätzliche Unsicherheit in den zu fördernden Markt bringt.